# 후지쯔배 세계 바둑 선수권 대회
후지쯔배 세계 바둑 선수권 대회(世界囲碁選手権富士通杯), 약칭 후지쯔배는 사상 최초의 바둑 국제 기전으로 1988년에 시작되었다. 주최는 요미우리 신문, 일본기원, 관서기원이며, 주식회사 후지쯔의 협찬을 받는다. 2011년 24회 대회를 끝으로 중지되었다.

## 대회 형식
7개 국가 및 지역 예선을 거친 29명(대한민국 6명, 일본 13명, 중국 6명, 대만·북미·남미·유럽 각 1명)과 시드를 배정 받은 전기 대회 3~4위 이내 입상자, 총 32명이 토너먼트를 통해 우승자를 가린다. 결승전까지 모두 단판 승부이다. 제한 시간 2시간, 초읽기 1분 5회가 주어지며, 덤은 6집 반이다.
총상금은 3346만엔(한화 약 3억 3460만원)이며, 우승자는 1500만엔(한화 약 1억 5천만원), 준우승자는 500만엔(한화 약 5천만원)을 받는다.

## 역대 우승자
| 회수 | 연도 | 우승                 | 준우승               |
| ---- | ---- | -------------------- | -------------------- |
| 1    | 1988 | 다케미야 마사키 九단 | 린하이펑 九단        |
| 2    | 1989 | 다케미야 마사키 九단 | 린하이펑 九단        |
| 3    | 1990 | 린하이펑 九단        | 녜웨이핑 九단        |
| 4    | 1991 | 조치훈 九단          | 첸위핑 九단          |
| 5    | 1992 | 오타케 히데오 九단   | 왕리청 九단          |
| 6    | 1993 | 유창혁 六단          | 조훈현 九단          |
| 7    | 1994 | 조훈현 九단          | 유창혁 六단          |
| 8    | 1995 | 마샤오춘 九단        | 고바야시 고이치 九단 |
| 9    | 1996 | 이창호 九단          | 마샤오춘 九단        |
| 10   | 1997 | 고바야시 고이치 九단 | 왕리청 九단          |
| 11   | 1998 | 이창호 九단          | 창하오 九단          |
| 12   | 1999 | 유창혁 九단          | 마샤오춘 九단        |
| 13   | 2000 | 조훈현 九단          | 창하오 九단          |
| 14   | 2001 | 조훈현 九단          | 최명훈 八단          |
| 15   | 2002 | 이세돌 三단          | 유창혁 九단          |
| 16   | 2003 | 이세돌 七단          | 송태곤 四단          |
| 17   | 2004 | 박영훈 六단          | 요다 노리모토 九단   |
| 18   | 2005 | 이세돌 九단          | 최철한 九단          |
| 19   | 2006 | 박정상 七단          | 저우허양 九단        |
| 20   | 2007 | 박영훈 九단          | 이창호 九단          |
| 21   | 2008 | 구리 九단            | 이창호 九단          |
| 22   | 2009 | 강동윤 九단          | 이창호 九단          |
| 23   | 2010 | 쿵제 九단            | 이세돌 九단          |
| 24   | 2011 | 박정환 九단          | 추쥔 八단            |